# آبشار فانتوم
آبشار فانتوم (به انگلیسی: Phantom Falls) آبشاری است که در کشور ایالات متحده آمریکا واقع شده‌است و بلندترین ریزشگاه آن ۵۰ متر ارتفاع دارد. حوضهٔ آبریز این آبشار، رود فانتوم است.